# Platychirograpsus spectabilis
Platychirograpsus spectabilis är en kräftdjursart som först beskrevs av De Man 1896.  Platychirograpsus spectabilis ingår i släktet Platychirograpsus och familjen Glyptograpsidae. Inga underarter finns listade i Catalogue of Life.